# Paweł Bori Puig
Paweł Bori Puig, (hiszp.) Pablo Bori Puig (ur. 12 listopada 1864 w Vilet de Maldá na terenie prowincji Tarragona, zm. 29 września 1936 w Walencji) – błogosławiony Kościoła katolickiego, prezbiter, męczennik okresu wojny domowej w Hiszpanii, ofiara prześladowań antykatolickich, jezuita.

## Życiorys
W Tarragonie ukończył seminarium i 22 września 1888 otrzymał święcenia kapłańskie. Będąc kapłanem 7 września 1891 roku przyjęty został do Towarzystwa Jezusowego. Profesję wieczystą złożył 2 lutego 1904. W zakonie pełnił obowiązki ekonoma w Barcelonie, Verueli i Gandii. Z gorliwością realizował swoje powołanie pełniąc posługę kapłańską m.in. jako rekolekcjonista. Po wprowadzeniu w 1932 roku przez rząd republikański dekretu o likwidacji zakonu jezuitów w Hiszpanii, na terenach opanowanych przez republikanów pozostało 660 zakonników. Spośród stu szesnastu jezuitów zamordowanych w latach 1936-1937 Paweł Bori Puig jest jednym z jedenastu beatyfikowanych męczenników, którzy mimo narastającego terroru kontynuowali posługę wśród wiernych. Pracował jako kapelan w przytułku dla osób w podeszłym wieku. Do swoich katów zwrócił się słowami:

Przebaczam wam w imię tego Boga, w którego wy nie wierzycie, ale ja wierzę, i dlatego mnie zabijecie.

Zginął zamordowany ze współbratem Wincentym Salesem Genovés.
Uznany został przez Kościół rzymskokatolicki za ofiarę nienawiści do wiary (łac. odium fidei).
Badanie okoliczności śmierci i materiały zaczęto zbierać w 1950. Proces informacyjny rozpoczął się 8 lipca 1952 w Walencji i trwał do 1956. Beatyfikowany w grupie wyniesionych na ołtarze męczenników z zakonu jezuitów, prowincji Aragonia, zamordowanych podczas prześladowań religijnych 1936–1939, razem z Józefem Aparicio Sanzem i 232 towarzyszami, pierwszymi wyniesionymi na ołtarze Kościoła katolickiego w trzecim tysiącleciu przez papieża Jana Pawła II. Uroczystość beatyfikacji miała miejsce na placu Świętego Piotra w Watykanie w dniu 11 marca 2001 roku.
Miejscem kultu Pawła Bori Puig jest archidiecezja walencka. Relikwie spoczywają w Residencia Sagrado Corazón.
Wspomnienie liturgiczne obchodzone jest przez katolików w dzienną rocznicę śmierci (29 sierpnia) oraz w grupie Józefa Aparicio Sanza i 232 towarzyszy (22 września).